# Miami Open 1999 - Qualificazioni doppio maschile
Le qualificazioni del doppio maschile del Miami Open 1999 sono state un torneo di tennis preliminare per accedere alla fase finale della manifestazione. I vincitori dell'ultimo turno sono entrati di diritto nel tabellone principale. In caso di ritiro di uno o più giocatori aventi diritto a questi sono subentrati i lucky loser, ossia i giocatori che hanno perso nell'ultimo turno ma che avevano una classifica più alta rispetto agli altri partecipanti che avevano comunque perso nel turno finale.
Le qualificazioni del doppio del torneo Lipton Championships 1999 prevedevano 8 coppie partecipanti di cui 2 sono entrate nel tabellone principale.

## Teste di serie
1. Eric Taino /  Jack Waite (primo turno)
2. David DiLucia /  Michael Sell (primo turno)

1. Edwin Kempes /  Peter Wessels (primo turno)
2. Mark Keil /  Byron Talbot (primo turno)

## Qualificati
1. Geoff Grant  /   T. J. Middleton

1. Paul Goldstein  /   Scott Humphries

## Tabellone

### Legenda
| - Q = Qualificato - WC = Wild card - LL = Lucky loser | - ALT = Alternate - SE = Special Exempt - PR = Protected Ranking | - w/o = Walkover - r = Ritirato - d = Squalificato |

### Sezione 1
|  | Primo turno | Primo turno                 | Primo turno                 | Primo turno | Primo turno |  |  | Ultimo turno                | Ultimo turno                | Ultimo turno | Ultimo turno | Ultimo turno |  |
|  |             |                             |                             |             |             |  |  |                             |                             |              |              |              |  |
|  |             | Michael Hill Maurice Ruah   | Michael Hill Maurice Ruah   | 6           | 6           |  |  |                             |                             |              |              |              |  |
|  | 1           | Eric Taino Jack Waite       | Eric Taino Jack Waite       | 2           | 4           |  |  | Michael Hill Maurice Ruah   | Michael Hill Maurice Ruah   | 4            | 6            | 3            |  |
|  |             | Geoff Grant T. J. Middleton | Geoff Grant T. J. Middleton | 7           | 6           |  |  | Geoff Grant T. J. Middleton | Geoff Grant T. J. Middleton | 6            | 3            | 6            |  |
|  | 4           | Mark Keil Byron Talbot      | Mark Keil Byron Talbot      | 6           | 1           |  |  |                             |                             |              |              |              |  |

### Sezione 2
|  | Primo turno | Primo turno                    | Primo turno                    | Primo turno | Primo turno |  |  | Ultimo turno                   | Ultimo turno                   | Ultimo turno | Ultimo turno | Ultimo turno |  |
|  |             |                                |                                |             |             |  |  |                                |                                |              |              |              |  |
|  |             | Paul Goldstein Scott Humphries | Paul Goldstein Scott Humphries | 6           | 6           |  |  |                                |                                |              |              |              |  |
|  | 2           | David DiLucia Michael Sell     | David DiLucia Michael Sell     | 2           | 4           |  |  | Paul Goldstein Scott Humphries | Paul Goldstein Scott Humphries | 6            | 3            | 6            |  |
|  |             | Steve Campbell Cecil Mamiit    | Steve Campbell Cecil Mamiit    | 6           | 7           |  |  | Steve Campbell Cecil Mamiit    | Steve Campbell Cecil Mamiit    | 3            | 6            | 4            |  |
|  | 3           | Edwin Kempes Peter Wessels     | Edwin Kempes Peter Wessels     | 3           | 6           |  |  |                                |                                |              |              |              |  |